# Void Raiders
Void Raiders je počítačová hra z roku 2016. Vytvořil ji český vývojář Pavel Hůrka. Jedná se o roguelike střílečku viděnou shora. Hra obsahuje i prvky RPG. Původně vyšla v early access.

## Hratelnost
Hráčovým cílem je stát se nejobávanějším nájezdníkem na Neptunu. V každém levelu se musí prostřílet přes hordy nepřátel a posbírat kostky nicoty, nebo datové kostky. Na výběr má ze tří postav – Borise, Gundrun a Tiny. Každá má jiné schopnosti a jinou výzbroj, což se projeví na hratelnosti. Po každém pátém levelu se hráč střetne s bossem. Pokud bude hráč zabit, tak musí začít od začátku, ale neztrácí schopnosti ani výzbroj.

### Postavy
- Boris the Gunzerker – Starý opilec a náruživý kuřák, který je vyzbrojen těžkými zbraněmi. Je určen hlavně pro začátečníky a je nejjednodušší na hraní. Lze jej specializovat na větší odolnost nebo silnější palbu.[3]
- Gundrun the Bladedancer – Jedná se o vikingskou válečnici bojující s mečem. Kromě meče má i brokovnici, která však má omezený dostřel. Lze ji vylepšovat v boji s mečem, anebo v kategorii bojový dron. Je určena spíše pro zkušenější hráče.[4] [5]
- Tina the Bounty Hunter – Třetí postava ve hře. Bojuje s pomocí dvou ručních kulometů. Zpočátku nabízí stejnou hratelnost jako Boris, ale s každým vylepšením se začnou objevovat rozdíly. Lze ji vylepšit v palebné síle a schopnosti způsobit kritické poškození. Druhou kategorií, kde ji lze vylepšit je vylepšení její speciální schopnosti Strafe.[6]